# Mikhaïl Iakimóvitx
Mikhaïl Iakimóvitx (belarús: Міхаіл Іванавіч Якімовіч)  (Slutsk, 13 de gener de 1967) és un jugador d'handbol belarús, ja retirat, que va competir durant les dècades de 1980 i 1990.
El 1992, com a membre de l'Equip Unificat, va prendre part en els Jocs Olímpics d'Estiu de Barcelona, on guanyà la medalla d'or en la competició d'handbol. En el seu palmarès també destaca una medalla de plata al Campionat del món d'handbol de 1990.
A nivell de clubs jugà SKA Minsk, Teka Cantabria i Portland San Antonio. Guanyà la lliga soviètica de 1988 i 1989, la lliga espanyola de 1993 i 1994, la Supercopa espanyola de 1993, 1994, 1995, 2002 i 2003, la Copa d'Europa de 1987, 1989, 1990, 1994 i 2001 i la Recopa d'Europa de 1988, 1998, 2000 i 2004, la Supercopa d'Europa de 1989 i la Copa EHF de 1993.